# Hasenkümmel
Hasenkümmel (Lagoecia cuminoides), auch Kümmelartiger Federkopf genannt, ist die einzige Art der Pflanzengattung Lagoecia innerhalb der Familie der Doldenblütler (Apiaceae).

## Beschreibung

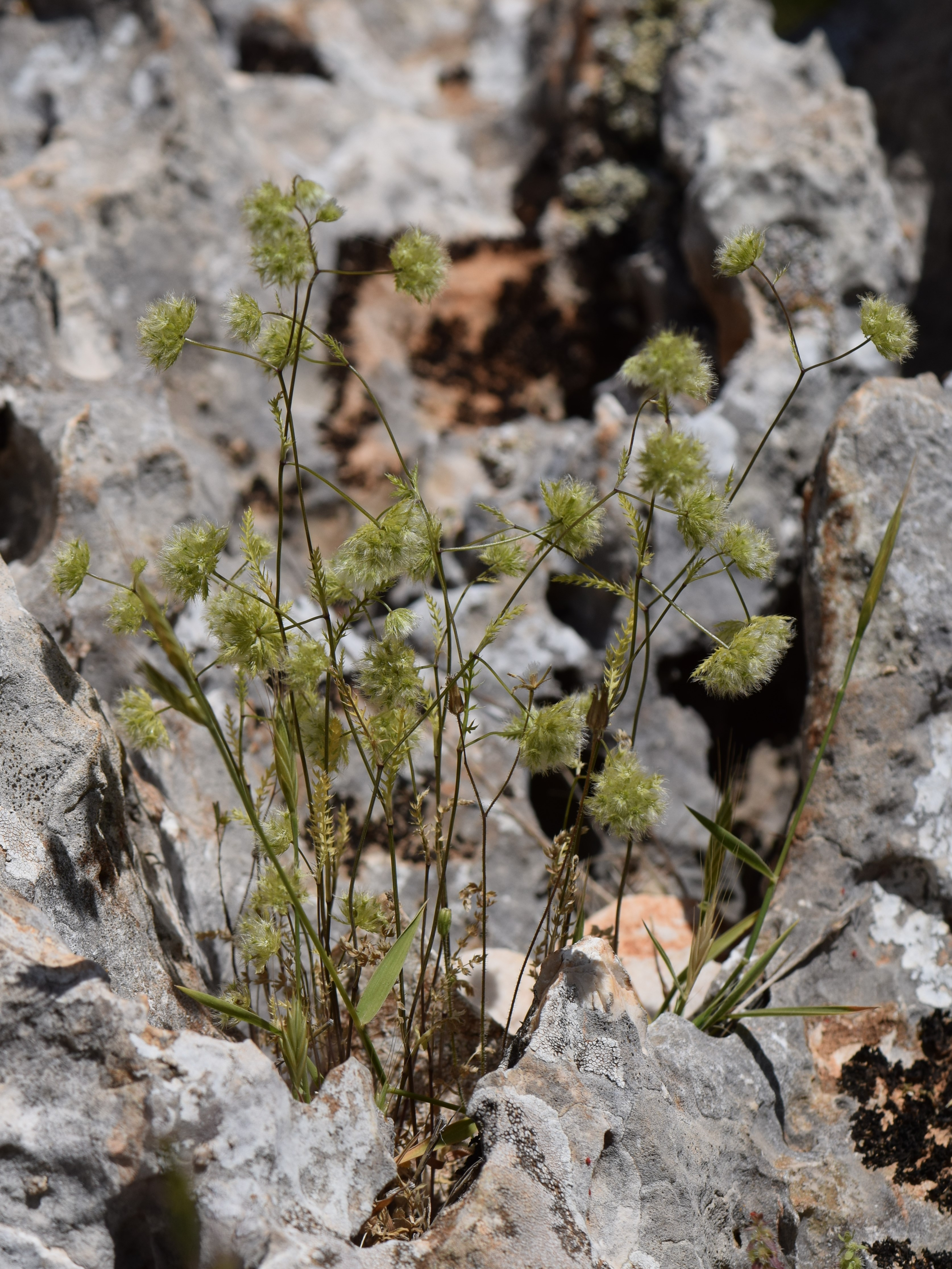
Habitus im Habitat

### Vegetative Merkmale
Lagoecia cuminoides ist einjährige krautige Pflanze, die Wuchshöhen von 5 bis 66 Zentimetern erreicht.
Die grundständigen und wechselständig am Stängel angeordneten Laubblätter sind einfach gefiedert. Die Grundblätter haben eiförmige, gezähnte Fiedern. Bei den oberen Stängelblättern sind die Fiedern tief geteilt in kurze, lanzettliche Lappen, die an der Spitze begrannt sind. Sie erinnern an die Laubblätter der Gewöhnlichen Schafgarbe (Achillea millefolium).

### Generative Merkmale
Der Blütenstand ist aus zahlreichen Döldchen zusammengesetzt. Die Döldchen sind bei einem Durchmesser von 5 bis 15 Millimetern kugelig und dicht. Die zehn bis zwölf Hüllblätter sind stark fiederteilig und zur Anthese zurückgeschlagen. Die Blüten sind zwischen den dicht gedrängten der Hüllchenblätter und der Kelchblätter verborgen. Das Hüllchen besteht aus vier Hüllchenblättern, die doppelt gefiedert sind mit borstlichen Lappen.
Die zwittrigen Blüten sind fünfzählig mit doppelter Blütenhülle. Die Kelchblätter sind fiederschnittig mit borstlichen Zipfeln. Die Kronblätter sind mit einem kurzen, eingeschlagenen Läppchen versehen, und tragen an der Umbiegungsstelle jederseits ein aufrechtes, borstenförmiges, die Länge des Kronblatts um das Doppelte überragendes Horn. Es ist nur ein Griffel vorhanden.
Es ist eine der wenigen Arten der Familie Apiaceae mit einfacher Frucht, sie ist etwa 2 Millimeter lang und ist mit kurzen keulenförmigen Haaren bedeckt.

### Chromosomenzahl
Die Chromosomenzahl beträgt 2n = 16.

## Vorkommen
Lagoecia cuminoides kommt ursprünglich im Mittelmeerraum vor. Es gibt Fundortangaben für die Ukraine, Portugal, Spanien, Italien, Nordmazedonien, Griechenland, Bulgarien, den europäischen und asiatischen Teil der Türkei, Inseln der Ägäis, Kreta, Zypern, Libyen, Syrien, Libanon, Jordanien, Irak, Iran und Israel. Es gedeiht auf der Iberischen Halbinsel in Höhenlagen von 400 bis 1450 Metern.

## Systematik
Die Erstveröffentlichung von Lagoecia cuminoides erfolgte 1753 durch Carl von Linné in seinem Werk Species Plantarum, Tomus I, Seite 204.  Das Artepitheton cuminoides leitet sich vom altgriechischen εἷδος eídos = „ähnlich wie cumin“ ab, das Bezug nimmt zum Duft der kleinen Früchte, die denen der kleinen Samen von Cuminum cyminum L. (cumin genannt). Synonyme für Lagoecia cuminoides L. sind: Cuminum cuminoides (L.) Kuntze und Cuminoides obliqua Moench nom. illeg.
Die Gattung Lagoecia wurde 1753 durch Carl von Linné in Species Plantarum, Tomus I, Seite 203 und 1754 in Genera Plantarum, 5. Auflage, Seite 95 aufgestellt.  Der Gattungsname Lagoecia leitet sich vom altgriechischen lagṓs oikos = „Heim des Hasen“ ab, und bezieht sich auf den Blütenstand, der wie ein Bett, das für die Hasenjungen gebildet wurde. Synonyme für Lagoecia L. sind Chemnizia Heist. ex Fabr. und Cuminoides Fabr.
Lagoecia cuminoides ist die einzige Art der Gattung Lagoecia in der Unterfamilie Apioideae innerhalb der Familie Apiaceae.